# Hermawan Susanto
Hermawan Susanto (Kudus, 27 de setembro de 1967) é um ex-jogador de badminton da Indonésia.
Conquistou a medalha de bronze nos Jogos Olímpicos de Verão de 1992 em Barcelona.